# Chloroflexia
Chloroflexia o Chloroflexi, también llamadas bacterias  verdes no del azufre, es la clase principal del filo homónimo Chloroflexi. Estas bacterias obtienen energía mediante fotosíntesis anoxigénica. Su denominación se debe a su pigmento verde (bacterioclorofila), que se encuentra asociado a los clorosomas. Son típicamente filamentosas, desplazándose por deslizamiento.
Obtienen energía mediante fotosíntesis. Su denominación se debe a su pigmento verde, que se encuentra generalmente asociado a estructuras membranosas internas llamadas clorosomas. Las bacterias de este grupo son aerobias facultativas, pero no producen oxígeno durante la fotosíntesis, pues contienen bacterioclorofila y realizan fotosíntesis anoxigénica. Su vía de fijación del carbono también difiere de la de otras bacterias fotosintéticas. 
Si bien son principalmente fotosintéticas anoxigénicas, también hay especies aerobias quimioheterótrofas, anaerobias y termófilas. Las Herpetosiphonales son no-fotosintéticas. 